# Antonio Lorda Ortegosa
Antonio Lorda Ortegosa (11 de febrero de 1845-16 de mayo de 1870) fue un médico cirujano, político y militar cubano del siglo XIX. Mayor general del Ejército Libertador de su país. Su primo, Guillermo Lorda Ortegosa, fue general de brigada del mismo ejército.

## Biografía
Nació en la ciudad de Santa Clara, provincioa de Las Villas, el 11 de febrero de 1845 en una familia rica.
Fue enviado a Francia, de donde procedía su padre. En Burdeos estudió medicina.
Se alzó en armas contra España solamente cinco días antes de cumplir 24 años, el 6 de febrero de 1869. Fue diputado por Las Villas en la Asamblea de Guáimaro, celebrada en abril de ese mismo año.
Poco después, fue nombrado mayor general del ejército independentista cubano.
Falleció por enfermedad el 16 de mayo de 1870 en la Finca "Babujales del Caonao", en Camagüey.